# Закон Био — Савара — Лапласа
Закон Био́ — Сава́ра — Лапла́са (также Закон Био́ — Сава́ра) — физический закон для определения вектора индукции магнитного поля, порождаемого постоянным электрическим током. Установлен экспериментально Био и Саваром и сформулирован в общем виде Лапласом. 
Согласно этому закону магнитная индукция в вакууме, создаваемая пространственным распределением плотности тока {\displaystyle \mathbf {j} (\mathbf {r} )}, в точке с радиус-вектором {\displaystyle \mathbf {r} _{0}} составляет (в СИ)
{\displaystyle \mathbf {B} (\mathbf {r} _{0})={\mu _{0} \over 4\pi }\int {\frac {[\ \mathbf {j} dV,\ \mathbf {r} _{0}-\mathbf {r} \ ]}{|\mathbf {r} _{0}-\mathbf {r} |^{3}}}},
где {\displaystyle dV} — элемент объёма, а интегрирование производится по всем областям, где {\displaystyle \mathbf {j} (\mathbf {r} )\neq 0} (вектор {\displaystyle \mathbf {r} } соответствует текущей точке при интегрировании). Имеется также формула для векторного потенциала магнитного поля {\displaystyle \mathbf {A} }.
Роль закона Био — Савара — Лапласа в магнитостатике аналогична роли закона Кулона в электростатике. Он широко используется для расчёта магнитного поля по заданному распределению токов. 
В современной методологии закон Био — Савара — Лапласа, как правило, рассматривается как следствие двух уравнений Максвелла для магнитного поля при условии постоянства электрического поля.

## Закон Био — Савара в разных случаях
Закон Био — Савара служит для вычисления магнитного поля токов в вакууме. Он также может использоваться в случае среды с координатно-независимой магнитной проницаемостью {\displaystyle \mu } (тогда {\displaystyle \mu _{0}} всюду заменяется на {\displaystyle \mu _{0}\mu }). Но при наличии неоднородного магнетика формулы неприменимы, так как для получения {\displaystyle \mathbf {B} } в интегрирование нужно было бы включать и токи проводимости, и молекулярные токи, а последние заранее неизвестны. 

### Для текущих по тонкому проводнику токов
Пусть постоянный ток {\displaystyle I} течёт по контуру (проводнику) {\displaystyle \gamma }, находящемуся в вакууме, {\displaystyle \mathbf {r} _{0}} — точка, в которой ищется поле. Тогда индукция магнитного поля в этой точке выражается интегралом (в системе единиц СИ)
{\displaystyle \mathbf {B} (\mathbf {r} _{0})={\mu _{0} \over 4\pi }\int \limits _{\gamma }{\frac {I[d\mathbf {r} \times (\mathbf {r} _{0}-\mathbf {r} )]}{|\mathbf {r} _{0}-\mathbf {r} |^{3}}}},
где квадратными скобками обозначено векторное произведение, {\displaystyle \mathbf {r} }  — положение точек контура {\displaystyle \gamma }, {\displaystyle d\mathbf {r} } — вектор элемента контура (ток течёт вдоль него); {\displaystyle \mu _{0}} — магнитная постоянная.
Векторный потенциал даётся интегралом (в системе СИ)
{\displaystyle \mathbf {A} (\mathbf {r} _{0})={\mu _{0} \over 4\pi }\int \limits _{\gamma }{\frac {I(\mathbf {r} )d\mathbf {l} }{|\mathbf {r} _{0}-\mathbf {r} |}}}.
Контур {\displaystyle \gamma } может иметь ветвления. В таком случае под выражением, приведённым выше, следует понимать сумму по ветвям, слагаемое для каждой ветви является интегралом выписанного вида. Для простого (неветвящегося) контура (и при выполнении условий магнитостатического приближения, подразумевающих отсутствие накопления зарядов) ток {\displaystyle I} одинаков на всех участках контура и может быть вынесен за знак интеграла. 
Если взять за точку отсчёта ту точку, в которой нужно найти вектор магнитной индукции, то 
{\displaystyle \mathbf {r} _{0}=0} и формула немного упрощается:
{\displaystyle d{\vec {B}}={\mu _{0} \over 4\pi }{\frac {I[d{\vec {r}}\times {\vec {r}}]}{r^{3}}}},
где {\displaystyle {\vec {r}}} — вектор, описывающий кривую проводника с током {\displaystyle I}, {\displaystyle r} — модуль {\displaystyle {\vec {r}}}, {\displaystyle d{\vec {B}}} — вектор магнитной индукции, создаваемый элементом проводника {\displaystyle d{\vec {r}}}.
Направление {\displaystyle d\mathbf {B} } перпендикулярно плоскости, в которой лежат векторы {\displaystyle d\mathbf {l} \equiv d\mathbf {r} } и {\displaystyle \mathbf {r} -\mathbf {r} _{0}}. Направление вектора магнитной индукции может быть найдено по правилу правого винта: направление вращения головки винта даёт направление {\displaystyle d\mathbf {B} }, если поступательное движение буравчика соответствует направлению тока в элементе.
Модуль вектора {\displaystyle d\mathbf {B} } определяется выражением (в системе СИ)
{\displaystyle dB={\mu _{0} \over 4\pi }{\frac {Idl\sin \alpha }{r^{2}}},}
где {\displaystyle \alpha } — угол между вектором {\displaystyle \mathbf {r} -\mathbf {r} _{0}} (радиус-вектором, проведённым от элемента проводника {\displaystyle d\mathbf {l} \equiv d\mathbf {r} } к точке, в которой ищется поле) и элементом {\displaystyle d\mathbf {l} \equiv d\mathbf {r} }  проводника.

#### Поле бесконечного прямого провода
Найдём магнитное поле, создаваемое бесконечным прямым проводником с током {\displaystyle I}, на расстоянии {\displaystyle R_{0}} от проводника. Выберем начало отсчёта в месте проекции точки P, где ищется индукция, на ось провода {\displaystyle z}. Тогда радиус-вектор {\displaystyle {\vec {r}}} элемента тока, создающего поле (элемента отрезка прямой), запишется как {\displaystyle {\vec {r}}=z{\vec {e}}_{z}}, при этом {\displaystyle d{\vec {r}}=dz\,{\vec {e}}_{z}}, а радиус-вектор точки P как {\displaystyle {\vec {r}}_{0}=R_{0}{\vec {e}}_{r}}. По формуле Био — Савара, 
{\displaystyle d{\vec {B}}={\frac {\mu _{0}}{4\pi }}{\frac {I[d{\vec {r}}\times ({\vec {r}}_{0}-{\vec {r}})]}{|{\vec {r}}_{0}-{\vec {r}}|^{3}}}={\frac {\mu _{0}}{4\pi }}{\frac {I[dz\,{\vec {e}}_{z}\times (R_{0}{\vec {e}}_{r}-z{\vec {e}}_{z})]}{|R_{0}{\vec {e}}_{r}-z{\vec {e}}_{z}|^{3}}}={\frac {\mu _{0}I}{4\pi }}{\frac {R_{0}}{(R_{0}^{2}+z^{2})^{3/2}}}\,dz\,{\vec {e}}_{\varphi }},
поскольку {\displaystyle {\vec {e}}_{z}\times {\vec {e}}_{r}={\vec {e}}_{\varphi }} — единичный вектор вдоль окружности, осью симметрии которой является провод, а {\displaystyle {\vec {e}}_{z}\times {\vec {e}}_{z}=0}. Для нахождения поля всего провода нужно проинтегрировать по {\displaystyle z} от {\displaystyle -\infty } от {\displaystyle +\infty }: 
{\displaystyle {\vec {B}}=\int d{\vec {B}}={\frac {\mu _{0}IR_{0}{\vec {e}}_{\varphi }}{4\pi }}\int {\frac {dz}{(R_{0}^{2}+z^{2})^{3/2}}}={\frac {\mu _{0}I}{2\pi R_{0}}}\,{\vec {e}}_{\varphi }},
так как интеграл равен {\displaystyle 2/R_{0}^{2}} (при взятии делается замена {\displaystyle z=R_{0}\tan \beta }). Результат совпадает с полученным другим, более простым при данной геометрии, способом — из уравнения Максвелла для напряжённости магнитного поля {\displaystyle {\vec {H}}} в интегральной форме при отсутствии переменных полей: {\displaystyle \oint {\vec {H}}\cdot d{\vec {l}}=I}. Если в качестве контура, по которому ведётся интегрирование, выбрать окружность радиуса {\displaystyle R_{0}}, то, ввиду симметрии, поле {\displaystyle H} во всех её точках будет одинаковым по величине и направленным по касательной ({\displaystyle {\vec {H}}=H{\vec {e}}_{\varphi }}, {\displaystyle d{\vec {l}}=dl\,{\vec {e}}_{\varphi }}). Тогда интегрирование даст {\displaystyle 2\pi R_{0}H}, после чего имеем {\displaystyle H=I/2\pi R_{0}}. Соответственно, для вакуума {\displaystyle B=\mu _{0}I/2\pi R_{0}} (а для однородной магнитной среды с проницаемостью {\displaystyle \mu } вместо {\displaystyle \mu _{0}} появится {\displaystyle \mu _{0}\mu }). 

#### Поле в центре и на оси кольца
Найдём магнитное поле в центре кольцевого витка радиуса {\displaystyle R} с током {\displaystyle I}. Совместим начало отсчёта с точкой, где ищется индукция. Радиус-вектор {\displaystyle {\vec {r}}} элемента тока, создающего поле (элемента дуги кольца), запишется как {\displaystyle {\vec {r}}=R{\vec {e}}_{r}}, где {\displaystyle {\vec {e}}_{r}} — единичный вектор в плоскости кольца, направленный от центра. Элемент дуги записывается как {\displaystyle d{\vec {r}}=d{\vec {l}}=dl\,{\vec {e}}_{\varphi }}, где {\displaystyle {\vec {e}}_{\varphi }} — единичный касательный вектор к окружности. По формуле Био — Савара, 
{\displaystyle d{\vec {B}}={\frac {\mu _{0}}{4\pi }}{\frac {I[{\vec {r}}\times d{\vec {r}}]}{r^{3}}}={\frac {\mu _{0}}{4\pi }}{\frac {I[R{\vec {e}}_{r}\times dl\,{\vec {e}}_{\varphi }]}{R^{3}}}={\frac {\mu _{0}I}{4\pi R^{2}}}dl\,{\vec {e}}_{z}},
поскольку {\displaystyle {\vec {e}}_{r}\times {\vec {e}}_{\varphi }={\vec {e}}_{z}} — единичный вектор вдоль оси кольца. Для нахождения поля, создаваемого всем кольцом, а не отдельным элементом, нужно проинтегрировать. Результат: 
{\displaystyle {\vec {B}}=\int d{\vec {B}}={\frac {\mu _{0}I{\vec {e}}_{z}}{4\pi R^{2}}}\int dl={\frac {\mu _{0}I}{2R}}\,{\vec {e}}_{z}},
так как интеграл равен просто длине окружности {\displaystyle 2\pi R}.
Вычисления для нахождения магнитного поля на оси кольцевого витка радиуса {\displaystyle R} с током {\displaystyle I} на расстоянии {\displaystyle h} от плоскости витка дают результат:
{\displaystyle {\vec {B}}={\frac {\mu _{0}IR^{2}}{2(R^{2}+h^{2})^{3/2}}}\,{\vec {e}}_{z}}
В случае кольца из {\displaystyle N} витков, намотанных достаточно плотно, то есть с пренебрежимо малой длиной намотки, выведенные выше формулы необходимо умножить на {\displaystyle N}. В случае же если имеется достаточно длинная катушка (соленоид) длины {\displaystyle l} (длина катушки много больше радиуса {\displaystyle l\gg R}), с количеством витков {\displaystyle N} и, таким образом, плотностью намотки (числом витков на единицу длины) {\displaystyle n=N/l}, поле в центре катушки будет практически однородно по поперечному сечению катушки и равно:
{\displaystyle {\vec {B}}=\mu _{0}nI\,{\vec {e}}_{z}}
Поле на границе катушки будет неоднородно по поперечному сечению катушки и в точке по оси катушки будет равно:
{\displaystyle {\vec {B}}={\frac {1}{2}}\mu _{0}nI\,{\vec {e}}_{z}}

### Для поверхностных и объёмных токов
Для случая, когда источником магнитного поля являются объёмно-распределённые токи (A/м2), характеризуемые зависящим от координат вектором плотности тока {\displaystyle \mathbf {j} }, формула закона Био — Савара для магнитной индукции и формула для вектор-потенциала принимают вид (в системе СИ)
{\displaystyle \mathbf {B} (\mathbf {r} _{0})={\mu _{0} \over 4\pi }\int {\frac {[\ \mathbf {j} dV,\ \mathbf {r} _{0}-\mathbf {r} \ ]}{|\mathbf {r} _{0}-\mathbf {r} |^{3}}},\qquad \mathbf {A} (\mathbf {r} _{0})={\mu _{0} \over 4\pi }\int {\frac {\mathbf {j} (\mathbf {r} )dV}{|\mathbf {r} _{0}-\mathbf {r} |}}},
где {\displaystyle dV} — элемент объёма, а интегрирование производится по всему пространству (или по всем его областям, где {\displaystyle \mathbf {j} =\mathbf {j} (\mathbf {r} )\neq 0} (вектор {\displaystyle \mathbf {r} } соответствует текущей точке при интегрировании (положению элемента {\displaystyle dV}).
Для случая, когда источником магнитного поля является ток {\displaystyle \mathbf {i} } (А/м), текущий по некоей поверхности,  
{\displaystyle \mathbf {B} (\mathbf {r} _{0})={\mu _{0} \over 4\pi }\int {\frac {[\ \mathbf {i} dS,\ \mathbf {r} _{0}-\mathbf {r} \ ]}{|\mathbf {r} _{0}-\mathbf {r} |^{3}}},\qquad \mathbf {A} (\mathbf {r} _{0})={\mu _{0} \over 4\pi }\int {\frac {\mathbf {i} (\mathbf {r} )dS}{|\mathbf {r} _{0}-\mathbf {r} |}}},
где {\displaystyle dS} — элемент площади токонесущей поверхности, по которой и выполняется интегрирование.

## Логическое место закона в магнитостатике
В современном изложении учения об электромагнетизме закон Био — Савара — Лапласа обычно позиционируется как следствие двух уравнений Максвелла для магнитного поля при условии постоянства электрического поля — и выводится из них математическими преобразованиями. В этой логике уравнения Максвелла выступают как более фундаментальные, постулируемые утверждения (в том числе потому, что формулу Био — Савара нельзя просто обобщить на общий случай полей, зависящих от времени).
Однако исторически появление закона Био — Савара предшествовало уравнениям Максвелла и входило в экспериментальную базу для формулирования последних. Предвестниками установления этого закона явились опыты Ампера по изучению силового взаимодействия проводников с током. Это силовое взаимодействие может быть описано вообще без упоминания словосочетания «магнитное поле», но постепенно была выработана трактовка взаимодействия токов как взаимодействия одного тока с полем, создаваемым другим током, согласно равенствам:  
{\displaystyle d^{2}{\vec {F}}_{12}={\frac {\mu _{0}I_{1}I_{2}}{4\pi }}\cdot {\frac {d{\vec {l}}_{2}\times [d{\vec {l}}_{1}\times ({\vec {r}}_{2}-{\vec {r}}_{1})]}{|{\vec {r}}_{1}-{\vec {r}}_{2}|^{3}}}=I_{2}d{\vec {l}}_{2}\times d{\vec {B}}_{1}({\vec {r}}_{2})},
где {\displaystyle {\vec {r}}_{1}} и {\displaystyle {\vec {r}}_{2}} — радиус-векторы элементов длины проводников {\displaystyle d{\vec {l}}_{1}} и {\displaystyle d{\vec {l}}_{2}}, а {\displaystyle d^{2}{\vec {F}}_{12}} — сила действия элемента {\displaystyle d{\vec {l}}_{1}} (создающего поле {\displaystyle d{\vec {B}}_{1}({\vec {r}}_{2})} в точке {\displaystyle {\vec {r}}_{2}}) на элемент {\displaystyle d{\vec {l}}_{2}}. 
По факту, при этом «магнитное поле» выделилось в самостоятельную физическую сущность, и встал вопрос об определении именно поля, а не силы. В этих работах в 1820 году приняли участие Био и Савар, а общую формулу для поля предложил Лаплас. Он же показал, что с помощью закона Био — Савара можно вычислить поле движущегося точечного заряда (считая движение одной заряженной частицы током). В логике того времени первичным является именно этот закон.
С формальной точки зрения в случае магнитостатики оба подхода можно считать равноправными, то есть в этом смысле то, что из них объявить исходными положениями, а что следствиями, зависит от выбора аксиоматизации, который для магнитостатики может быть тем или другим с равным правом и практически равным удобством. Но, как сказано выше, ныне доминирует подход, базирующийся на уравнениях Максвелла.
Закон Био — Савара — Лапласа можно вывести и другим способом, используя лоренцевское преобразование компонент  тензора электромагнитного поля из движущейся системы отсчёта, где есть только электрическое поле некоторой системы зарядов, в неподвижную систему отсчёта.
При этом оказывается, что магнитное поле в законе Био — Савара определяется с относительной неточностью, по порядку величины равной {\displaystyle v^{2}/c^{2}}, где {\displaystyle c} — скорость света, {\displaystyle \mathbf {v} } — дрейфовая скорость заряженных частиц, входящая в плотность тока {\displaystyle {\vec {j}}}.
В практическом аспекте, для вычислений, закон Био — Савара — Лапласа играет в магнитостатике ту же роль, что закон Кулона в электростатике.

## Вывод закона из уравнений Максвелла
Закон Био — Савара — Лапласа может быть получен из уравнений Максвелла для стационарного поля. При этом производные по времени равны 0, так что уравнения для поля в вакууме примут вид (в системе СИ)
{\displaystyle \operatorname {rot} \,\mathbf {B} =\mu _{0}\mathbf {j} ,\qquad \operatorname {div} \,\mathbf {B} =0}
{\displaystyle \operatorname {rot} \,\mathbf {E} =0,\qquad \operatorname {div} \,\mathbf {E} =\varepsilon _{0}^{-1}\rho },
где {\displaystyle \mathbf {j} } — плотность тока в пространстве, {\displaystyle \varepsilon _{0}} — электрическая постоянная, {\displaystyle \rho } — плотность заряда. Электрическое и магнитное поля при этом оказываются независимыми. 
Воспользуемся векторным потенциалом {\displaystyle \mathbf {A} } для магнитного поля ({\displaystyle \mathbf {B} =\operatorname {rot} \,\mathbf {A} }). Калибровочная инвариантность уравнений позволяет наложить на векторный потенциал одно дополнительное условие: {\displaystyle \operatorname {div} \,\mathbf {A} =0}. Раскрывая двойной ротор в уравнении для {\displaystyle \operatorname {rot} \,\mathbf {B} } по формуле векторного анализа, получим для потенциала {\displaystyle \mathbf {A} } уравнение типа уравнения Пуассона:
{\displaystyle \Delta \mathbf {A} =-\mu _{0}\mathbf {j} .}
Его частное решение даётся интегралом, аналогичным ньютонову потенциалу:
{\displaystyle \mathbf {A} (\mathbf {r} _{0})={\frac {\mu _{0}}{4\pi }}\int {\frac {\mathbf {j} (\mathbf {r} )}{|\mathbf {r} -\mathbf {r} _{0}|}}dV}.
Тогда магнитное поле определяется интегралом
{\displaystyle \mathbf {B} =\operatorname {rot} \,\mathbf {A} ={\frac {\mu _{0}}{4\pi }}\int \left[\nabla {\frac {1}{|\mathbf {r} -\mathbf {r} _{0}|}},\mathbf {j} (\mathbf {r} )\right]dV={\frac {\mu _{0}}{4\pi }}\int {\frac {[\mathbf {j} (\mathbf {r} ),\mathbf {r} _{0}-\mathbf {r} ]}{|\mathbf {r} -\mathbf {r} _{0}|^{3}}}dV},
аналогичным по форме закону Био — Савара — Лапласа. Это соответствие можно сделать полным, если воспользоваться обобщёнными функциями и записать пространственную плотность тока, соответствующую витку с током в пустом пространстве. Переходя от интегрирования по всему пространству к повторному интегралу вдоль витка и по ортогональным ему плоскостям и учитывая, что {\displaystyle \mathbf {j} dV=I\mathbf {dl} }, получим закон Био — Савара — Лапласа для поля витка с током.